# Israel Landauer
Israel Landauer (* 26. Juli 1843 in Gerabronn; † 18. November 1913 ebenda) war ein deutscher Bankier, Fabrikant und Wohltäter in Württemberg.

## Leben
Israel Landauer wurde als 5. Kind von 10 Kindern der Eheleute Max und Gidel Landauer, geb. Salomon Aaron in der Hauptstraße Nr. 9 (2019 abgerissen) geboren. Er besuchte bis 1856 die Volksschule in Gerabronn und erlernte anschließend einen kaufmännischen Beruf in Ludwigsburg. 1863 kehrte er zurück nach Gerabronn und war sogleich Mitgründer des Turnvereins. Dieser Verein baute die erste deutsche vereinseigene Turnhalle. Am 17. August 1871 heiratete er Theresa Bär. Das Paar hatte 12 Kinder.

## Wirken
Am 1. Juli 1869 gründete er die Landwirtschafts- und Gewerbebank Gerabronn als Bezirks-Bank mit seinem Freund Gottlob Egelhaaf, diese ging später in der Volksbank Hohenlohe auf. Israel Landauer wirkte 42 Jahre aktiv bei der Bank mit.
Neben der Gründung der Landwirtschafts- und Gewerbebank Gerabronn gründete er weitere Genossenschaften in Gerabronn mit, u. a. die Produktiv-Genossenschaft Molkerei Gerabronn mit angeschlossener Württembergischen Molkerei-Fachschule, den Fränkischen Kohlen-Consum-Verein, die Holzbearbeitungsgenossenschaft sowie die Baugenossenschaft Gerabronn eGmbH. Privat gründete er die Bankcommandite Gerabronn, Landauer & Co. und die Hohenlohesche Präservenfabrik Landauer & Co. (später Schüle-AG.). Am 22. Januar 1900 folgte die Krönung seines Lebenswerkes mit der Einweihung der von ihm geforderten Bahnlinie Blaufelden-Gerabronn-Langenburg. Das weithin über die Stadtgrenzen hinaus sichtbare Mühlengebäude der Hohenloheschen Nährmittelfabrik (Schüle) wurde 1912 erbaut und 1914 eingeweiht, das Gelände wurde bereits 1913 an die Nebenbahnlinie angeschlossen.
1909 wurde ihm aus Anlass des 40-jährigen Bestehens der Bank in Gerabronn von Stadtschultheiß Krafft im Auftrag der bürgerlichen Kollegien der Stadt als erstem das Ehrenbürgerrecht der Stadt Gerabronn verliehen.